# Kutbo-Rudtjärnen
Kutbo-Rudtjärnen är en sjö i Säters kommun i Dalarna och ingår i Dalälvens huvudavrinningsområde.